# Єлизавета Саксен-Альтенбурзька (1826—1896)
Єлизавета Пауліна Александріна Саксен-Альтенбурзька (нім. Elisabeth Pauline Alexandrine von Sachsen-Altenburg, 26 березня 1826 — 2 лютого 1896) — принцеса Саксен-Альтенбургу з Ернестинської лінії Веттінів, донька герцога Саксен-Альтенбургу Йозефа та вюртемберзької принцеси Амалії, дружина великого герцога Ольденбургу Петера II, матір останнього великого герцога Ольденбургу Фрідріха Августа II.

## Біографія
Єлизавета народилась 26 березня 1826 року у Гільдбурггаузені. Вона була четвертою дитиною та четвертою донькою в родині спадкоємного принца Саксен-Гільдбурггаузену Йозефа та вюртемберзької принцеси Амалії. Мала старших сестер Марію та Терезу. Ще одна сестра померла немовлям до її народження. Правителем Саксен-Гільдбурггаузену в той час був їхній дід Фрідріх.
Після смерті у 1825 році останнього герцога Саксен-Гота-Альтенбургу Фрідріха IV, який не залишив нащадків, почалася суперечки щодо його спадку. В результаті, після досягнутої у серпні 1826 року згоди, у листопаді країни були реформовані, відбувся певний обмін територіями, і Фрідріх Саксен-Гільдбурггаузенський став правителем нового герцогства Саксен-Альтенбург. Родина переїхала до Альтенбурзького замку в Альтенбурзі.
Батько від 1830 року став співправителем, а від 1834 — правлячим герцогом Саксен-Альтенбургу. До цього часу родина поповнилася ще двома доньками, Александрою та Луїзою. Навчанням принцес завідував лютеранський пастор Карл Людвіг Ніцше.
В ході революції 1848 року батько був змушений зректися трону на користь молодшого брата Георга, матір пішла з життя за два дні після цього. Старша сестра Єлизавети, Марія, за кілька років перед цим вийшла заміж за кронпринца Ганноверу Георга, а Александра від'їхала до Росії, ставши дружиною великого князя з дому Романових. Єлизавета разом із Терезою доглядала батька протягом наступних трьох років, після чого отримала пропозицію від свого троюрідного брата Петера Ольденбурзького.
У 25 років Єлизавета взяла шлюб із 24-річним спадкоємним принцом Ольденбургу Петером. Наречений був старшим сином правлячого герцога Ольденбургу Августа I. Весілля відбулося 10 лютого 1852 в Альтенбурзі. З приводу весілля Август I дарував 3 000 талерів у благодійний фонд, який за його проханням було названо на честь невістки. За дев'ять з половиною місяців Єлизавета народила первістка. Всього у подружжя було двоє дітей.
Наступного року після весілля Петер став великим герцогом Ольденбургу, Єлизавета — великою герцогинею-консортом. Багато займалася благодійністю. На кошти з Фонду Єлизавети відкрила у 1872 році Дитічу лікарню Єлизавети на 40 місць. У 1889 році заснувала Будинок ольденбурзьких дияконис, якому надалі покровительствувала.
Померла в 69-річному віці в Ольденбурзі. Похована в мавзолеї на цвинтарі Гертруди в Ольденбурзі.

## Родина

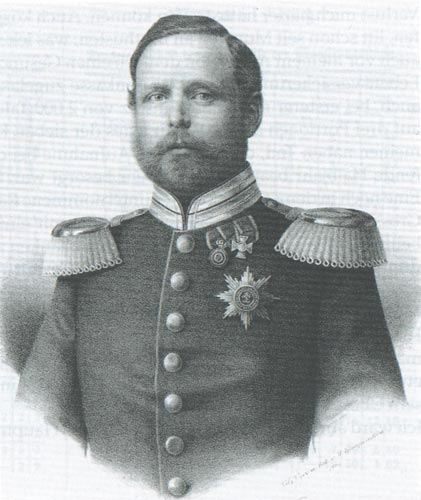
Петер Ольденбурзький

Чоловік — Петер II, великий герцог Ольденбурзький
Діти:
- Фрідріх Август (1852—1931) — наступний великий герцог Ольденбургу в 1900—1918 роках, був одруженим із прусською принцесою Єлизаветою Анною, а після її смерті — з принцесою Мекленбург-Шверінською Єлизаветою Александріною, мав шестеро дітей від обох шлюбів;
- Георг Людвіг (1855—1939) — граф Гольцаппель, полковник прусської армії, одруженим не був, дітей не мав.

## Вшанування
- У 1880 році на її честь було названо район (нім. Elisabethfehn) громади Барсель.[5]

## Нагороди
- Орден Луїзи (Королівство Пруссія).

## Титули
- 26 березня 1826—12 листопада 1826 — Її Світлість Принцеса Єлизавета Саксен-Гільдбурггаузенська;
- 12 листопада 1826—10 лютого 1852 — Її Світлість Принцеса Єлизавета Саксен-Альтенбурзька;
- 10 лютого 1852—27 лютого 1853 — Її Королівська Високість Спадкоємна Велика Герцогиня Ольденбургу;
- 27 лютого 1853—2 лютого 1896 — Її Королівська Високість Велика Герцогиня Ольденбургу.